# Callenya melaena
Callenya melaena is een vlinder uit de familie van de Lycaenidae. De wetenschappelijke naam van de soort is voor het eerst gepubliceerd in 1889 door William Doherty.

## Verspreiding
De soort komt voor in India en Myanmar.

## Ondersoorten
- Callenya melaena melaena (Doherty, 1889)
  - = Cyaniris melaenoides Tytler, 1915
  - = Lycaenopsis minima Evans, 1932
- Callenya melaena shonen (Esaki, 1932)